# المحافظات الفرعية لتشاد

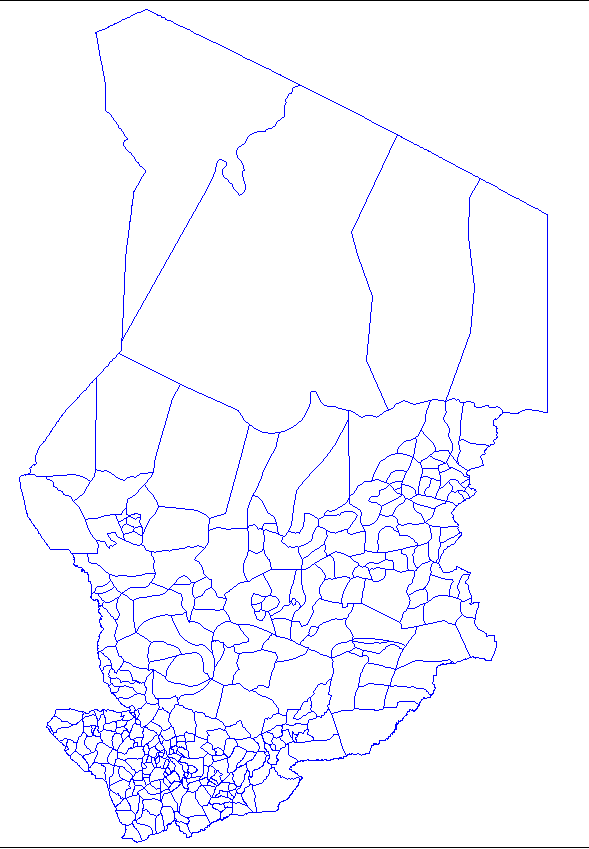
المحافظات الفرعية لتشاد

تنقسم محافظات تشاد إلى 348 محافظة فرعية (sous-préfectures).